# ما يونغ كانغ
ما يونغ كانغ (بالصينية: 马永康) هو لاعب كرة قدم صيني في مركز الدفاع، ولد في 9 مارس 1977 في تشينغداو في الصين. شارك مع منتخب الصين لكرة القدم. أما مع النوادي، فقد لعب مع كينغداو جونون.

## وصلات خارجية
- ما يونغ كانغ على موقع ناشيونال فوتبول تيمز (الإنجليزية)
- ما يونغ كانغ على موقع اللجنة الأولمبية الصينية (الإنجليزية)